# Moetai Brotherson

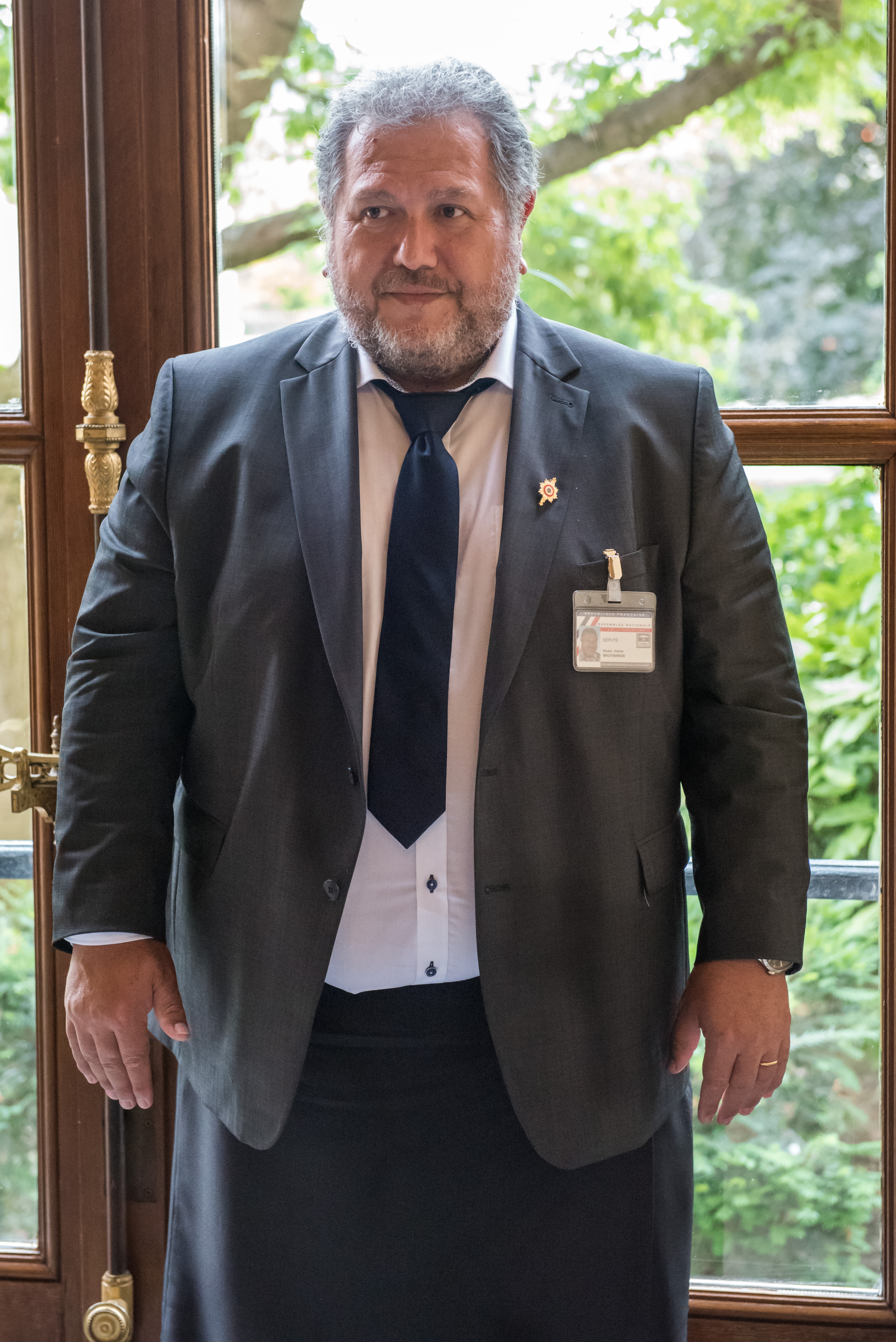
Moetai Brotherson mit traditionellem polynesischen Männerrock Lava-Lava (2017)

Moetai Brotherson (* 22. Oktober 1969 in Papeete) ist ein Politiker und Schriftsteller in Französisch-Polynesien. Er ist Vizepräsident der Unabhängigkeitspartei Tāvini huiraʻatira und wurde am 12. Mai 2023 zum Präsidenten des französischen Territoriums gewählt.

## Leben
Brotherson wurde am 22. Oktober 1969 während der Anlandung des Schiffes geboren, das seine Eltern von der Insel Ua Pou nach Tahiti brachte. Sein Vater englisch-schottischer Abstammung war Krankenpfleger und hatte mehrere Jahre auf der Krankenstation von Ua Pou gearbeitet, seine polynesische Mutter war Lehrerin. Er wurde jedoch von Verwandten aufgezogen und verbrachte die ersten vier Lebensjahre in Punaauia auf Tahiti, wo er mit der tahitianischen Sprache aufwuchs. Anschließend lebte er mit seinen leiblichen Eltern auf Huahine, das er als Garten Eden beschreibt und in dessen Abgeschiedenheit er begann, viele Bücher zu lesen. Inspiriert durch seinen anglophonen Großvater las er vor allem englischsprachige Literatur. Ab 1984 besuchte er die Sekundarschule auf Raiatea und begann literarische Texte zu schreiben. 1986 erwarb er mit 16 Jahren das Abitur am Lycée Paul Gauguin in Papeete. Im Anschluss daran besuchte er am Lycée du Taaone einen Vorbereitungskurs in Mathematik, um sich auf die Aufnahmeprüfungen an Ingenieurfakultäten vorzubereiten. Ein Jahr später nahm er ein Informatikstudium an der E.I.S.T.I. (École Internationale des Sciences du Traitement de l’information) auf, das er 1991 mit einem Master of Computer Science am Florida Institute of Technology abschloss. Anschließend arbeitete er bei IT-Unternehmen in Melbourne (Florida), Paris, Tokio und Gütersloh. Ab 1999 war er in New York als Systemarchitekt bei Bertelsmann Media Systems beschäftigt. Am 11. September 2001 hatte er einen geschäftlichen Termin bei Siemens in einem der Zwillingstürme des World Trade Centers. Kurz nach den Terroranschlägen verließ er New York, trotz seines guten Gehalts, um sich und seine Familie auf Tahiti in Sicherheit zu bringen, wo er die Leitung der Post und Telekommunikation von Französisch-Polynesien (OPT) übernahm.

## Politische Karriere
Nach eigenen Angaben ist er seit seinem elften Lebensjahr Unabhängigkeitsbefürworter. Als im Jahr 2004 die von seinem Schwiegervater Oscar Temaru gegründete Unabhängigkeitspartei Tāvini huiraʻatira an die Macht kam, begann er seine politische Laufbahn zunächst als Berater für Informatik. 2009 stieg er zum Kabinettschef von Vize-Präsident Antony Géros auf. Zwischen 2011 und 2013 betrieb er erfolgreich eine Kampagne bei den Vereinten Nationen, um Französisch-Polynesien auf die Liste der Hoheitsgebiete ohne Selbstregierung zu setzen. 2014 wurde er Stadtrat von Faa’a, bis er am 17. Juni 2017 zum Abgeordneten des Dritten Wahlkreises von Französisch-Polynesien in der Französischen Nationalversammlung gewählt wurde. Bei den Französischen Parlamentswahlen 2022 in Französisch-Polynesien gewann er als Kandidat der Nupes mit 61,3 % erneut sein Mandat. Bei den Territorialwahlen am 30. April 2023 gewann seine Partei 38 der 57 Sitze. Am 12. Mai wurde Brotherson zum Präsidenten von Französisch-Polynesien gewählt. Seine politische Laufbahn wird von der Kommunistischen Partei Frankreichs finanziert. Als Politiker tritt er stets in traditioneller Kleidung, meistens mit Hawaii-Hemd auf. 2017 sorgte er bei seinem Einzug in das französische Parlament für Aufsehen, als er mit einem Lava-Lava und Sandalen bekleidet war. Nach der Kleiderordnung ist „Stadtkleidung“ vorgeschrieben. Am Ende setzte er mit seinem selbstbewussten Auftreten eine Ausnahmeregelung für „traditionelle Kleidung“ durch.

## Publikationen
- Le roi absent (Der abwesende König), Roman, 2009 ausgezeichnet mit dem Prix du meilleur roman du Salon du livre « Lire en Polynésie », ISBN 9782367342436
- Le blues du vert solitaire (Der Blues des einsamen Wurms), Erzählung, erschienen in Green Magazine 1 (Juli 2011)
- L’eau de là ... (Das Wasser von dort), Erzählung, erschienen in Green Magazine 2 (Oktober 2011)